# 澳夷善後事宜條議
《澳夷善後事宜條議》（或稱《張汝霖制夷十二條》），是指清政府為澳門的外國人而制定的一部法例，內容共十二款，於1749年（清乾隆十四年）頒布。

## 沿革
導致要制定《澳夷善後事宜條議》的事件，發生於1748年。當時有葡萄牙士兵在大炮台拘捕了華人李廷富和簡亞二，最後將他們毒打致死。但當時的葡萄牙派駐澳門總督梅內澤斯卻堅拒不肯交出兇徒，待經多番交涉事件才得以了結。其後香山知縣暴煜與澳門海防軍民同知張汝霖便在《管理澳夷章程》的基礎上增訂，擬定了《澳夷善後事宜條議》。經過兩廣總督策楞與新任澳門總督美露（João Manuel de Melo）贊同核准後，《澳夷善後事宜條議》的葡文石碑竪立於澳門議事會的所在地議事亭，中文石碑則立於望廈村的香山縣丞衙署。直到1849年3月13日，第79任澳門總督亞馬留派兵搗毀清朝海關和香山縣丞衙署，並將竪立在議事亭的《澳夷善後事宜條議》石碑拆毀。

## 內容
《澳夷善後事宜條議》的一些内容是過往從沒有正式以法律形式確立與界定的。而石碑上的法律條文，全收錄在史籍檔案。至於葡文碑石的內容，基本上是按中文石碑翻譯，但條款卻有所不同。明顯地，葡文石碑的翻譯曾被葡萄牙人修改或刪掉，故其內容文字被明顯簡化和修改。

## 影響
《澳夷善後事宜條議》的頒布重申了《管理澳夷章程》，增添的條文進一步具體完善了對在澳外國人的法律。更重要的是《澳夷善後事宜條議》重申了清政府在澳門的行政司法權，籍此加強了清政府對澳門的全面管治，約束了在澳居住的外國人。其後發生在澳外國人與華人之糾紛便有據所依，可以依法辦理。

## 參看
- 條議制澳十則

## 外部連結
- 澳門百科全書：《澳夷善後事宜條議》